# Marcelo Azcárraga Palmero
Pour les articles homonymes, voir Palmero.
Marcelo Azcárraga Palmero (né à Manille en 1832 et mort à Madrid en 1915) est un militaire et homme d'État espagnol.

## Biographie

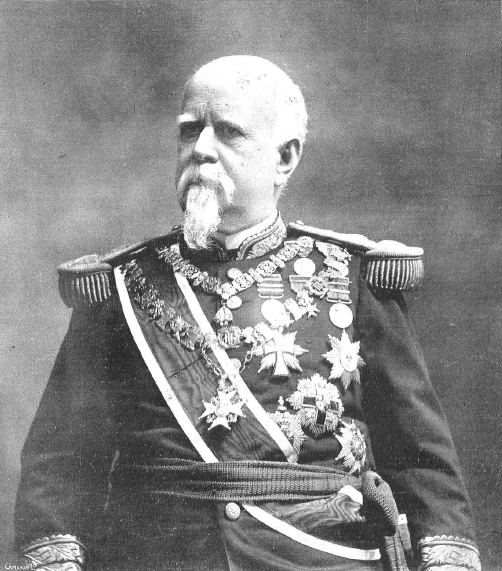
Marcelo de Azcárraga y Palmero, vers 1907

Après avoir participé au renversement d'Espartero en 1856, il est envoyé à Cuba puis devient représentant de l'Espagne à l'ambassade de Mexico. Fervent partisan de la Restauration bourbonienne, il soutient la proclamation d'Alphonse XII comme roi d'Espagne. Il reste politiquement actif au cours de cette période en tant que membre du Parti conservateur et fut deux fois ministre de la Guerre, sous Cánovas puis Silvela. 
Durant sa vie il est trois fois nommé chef de gouvernement, mais jamais pour une durée supérieure à un an, si bien qu'il est habituellement considéré comme un « président de transition ». Il est président de la Société royale de géographie de juin 1909 à mai 1915.